# Suvarnaprabhasa Sutra
Suvarṇaprabhāsa Sūtra ou Sutra de la lumière d'or (sanskrit : सुवर्णप्रभासोत्तमसूत्रेन्द्रराज, IAST: Suvarṇaprabhāsottamasūtrendrarājaḥ), également connu sous le titre de l'ancien ouïgour Altun Yaruq, est un texte bouddhiste de la branche mahayana du bouddhisme. En sanskrit, le titre complet est Le Roi Souverain des Sutras, la Sublime Lumière Dorée . En japonais, le titre est :  金光明経（こんこうみょうきょう).

## Histoire

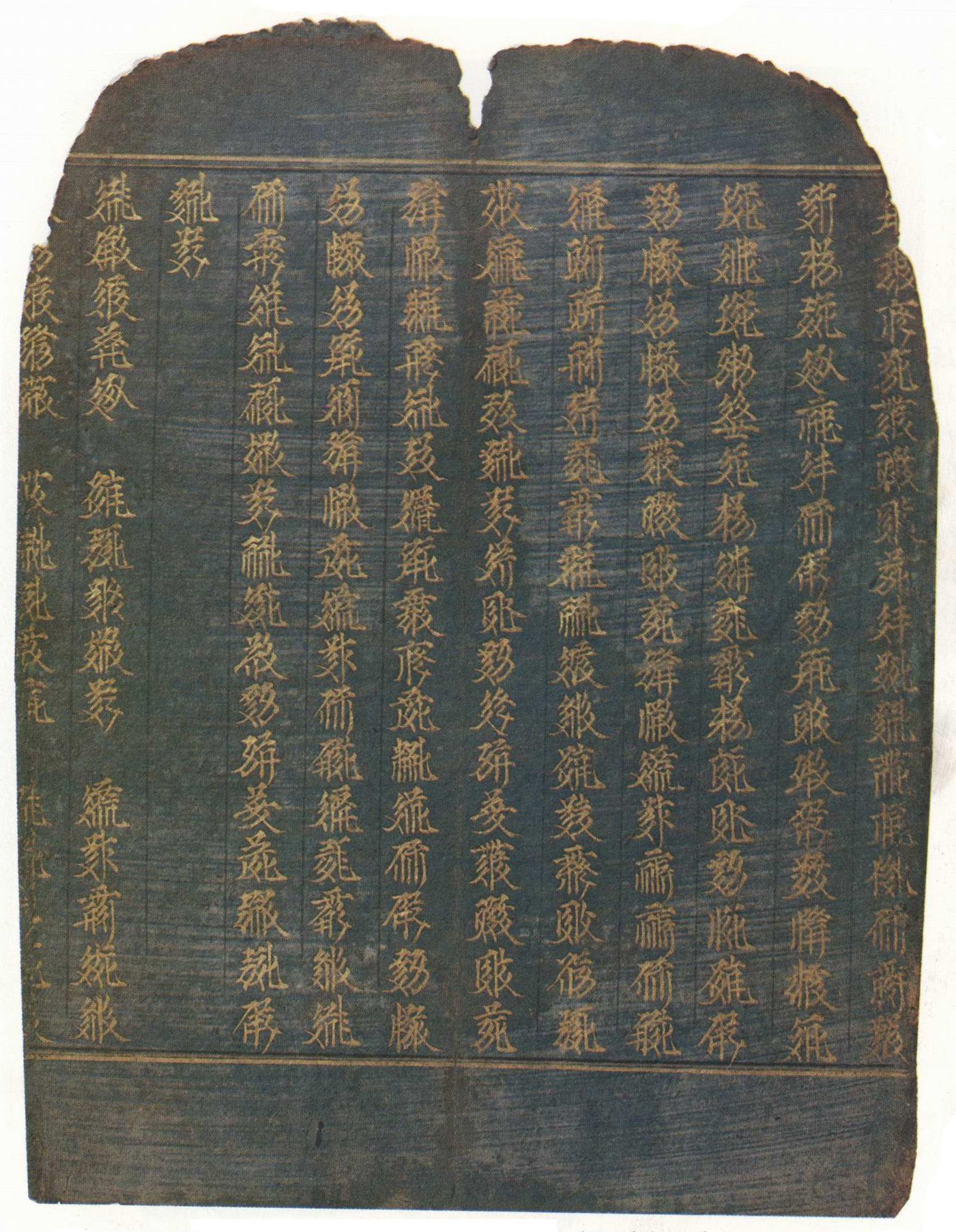
Version en Écriture tangoute, lettres dorées à l'or fin, XIe siècle~XIIe siècle.

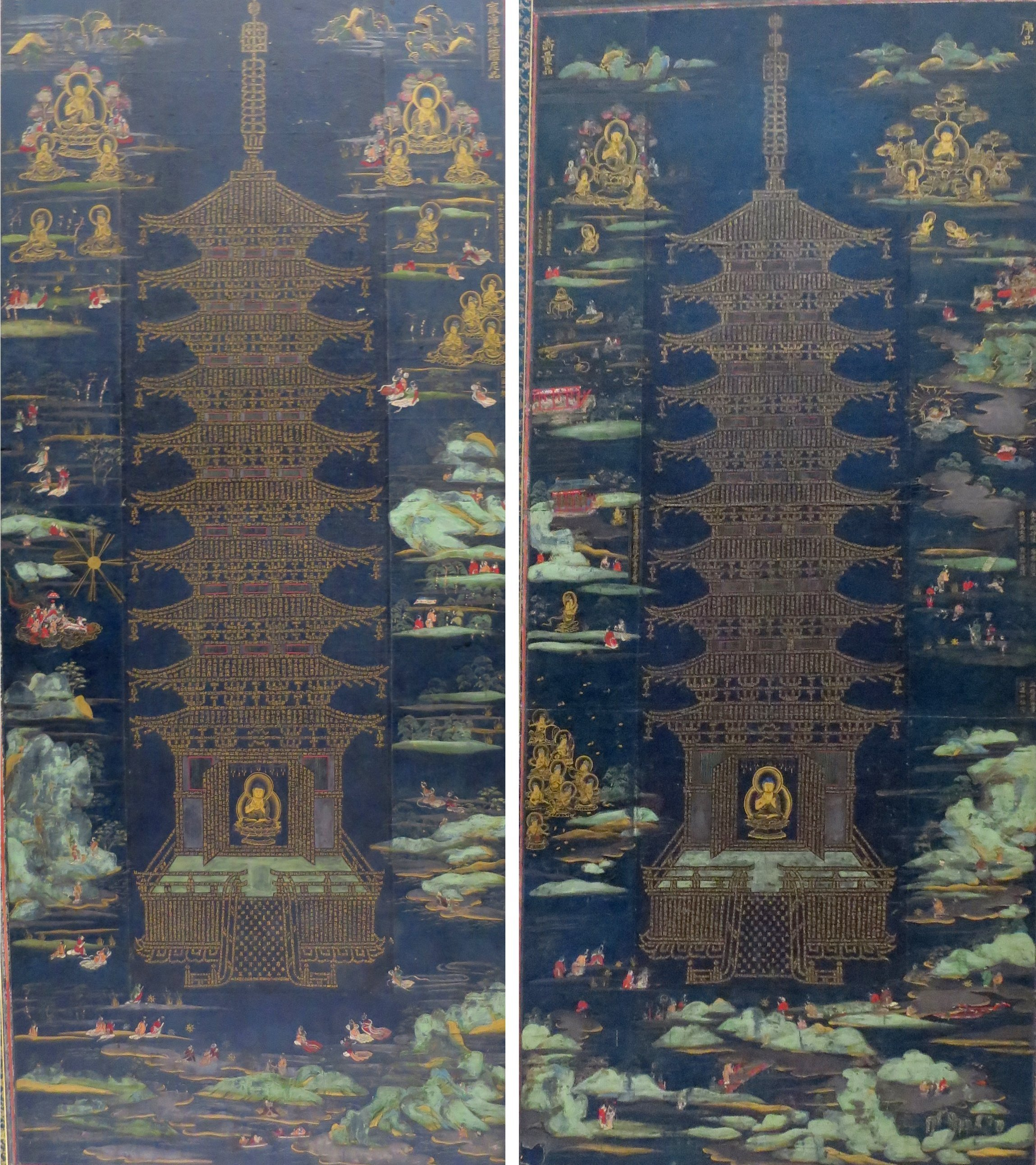
Sutra de la lumière dorée,XIIe siècle

Le sutra a été écrit à l'origine en Inde en sanskrit et a été traduit plusieurs fois en chinois par Dharmakṣema et d'autres, puis traduit en tibétain et dans d'autres langues. Johannes Nobel a publié les éditions sanskrite et tibétaine du texte,,.  Le sutra est influent en Asie de l'Est. 
Le nom du sutra dérive du chapitre intitulé "La confession du tambour d'or", où le bodhisattva Ruchiraketu rêve d'un grand tambour qui irradie une lumière dorée sublime, symbolisant le dharma ou les enseignements du Gautama Bouddha. 
Le soutra de la lumière dorée est devenu l'un des soutras les plus importants du Japon en raison de son message fondamental, qui enseigne que les quatre rois célestes (chinois : 四大 天王 ; pinyin : Sì Dàtiānwáng) protègent le souverain qui gouverne son pays de manière appropriée. 
Le sutra expose également les vœux des déesses Sarasvatī (chinois : 大 辨 才 天 ; pinyin : dà biàn cái tiān), Lakṣmī (chinois : 大 功德 天 ; pinyin : dà gōng dé tiān) et Dṛḍhā pour protéger tout bhikṣu qui respectera et enseigner le sutra. 
Pris à leur valeur nominale, on pourrait prendre le thème principal du sutra littéralement, qui est l'importance pour les dirigeants d'être de bons exemples pour le royaume. Dans le chapitre douze, le sutra parle sous forme de versets des désastres qui frappent un royaume lorsque son souverain ne respecte pas la justice, et des avantages des rois qui mènent une vie exemplaire. Dans le chapitre sur les rois gardiens, les quatre rois gardiens ont un dialogue avec le Bouddha, expliquant en détail tous les avantages qu'un royaume aura si son souverain consacre l'essence du sutra et offre des louanges quotidiennes. Le sutra contient certains éléments du tantra primitif, en ce que dans le chapitre deux, le sutra décrit quatre bouddhas qui habitent dans les quatre directions cardinales. Ces mêmes quatre comprennent des mandalas bouddhistes ultérieurs dans les mêmes positions, comme le royaume du ventre .
Par conséquent, historiquement, le sutra a gagné une grande estime en tant que sutra pour la protection du pays, et a souvent été lu publiquement pour conjurer les menaces. Sa première lecture en tant que cérémonie judiciaire a eu lieu vers 660 apr. J.-C., lorsque la dynastie Tang de Chine et Silla de Corée ont vaincu l'État de Baekje de Corée et menaçaient le Japon. 
En 741, l' empereur Shōmu du Japon a fondé des monastères provinciaux pour les moines (国 分 寺) et les nonnes (国 分 尼 寺) dans chaque province. Le nom officiel des monastères était le Temple pour la protection de l'État par les quatre rois célestes Sutra de la lumière dorée (chinois traditionnel : 金光明 經 四 天王 護 国 之 寺). Les 20 moines qui y vivaient récitaient le Sutra de la Lumière Dorée des Souverains Rois selon un calendrier fixe pour protéger le pays. Comme le bouddhisme a évolué au Japon, la pratique est progressivement tombée en désuétude et ne se poursuit plus aujourd'hui.

## Traductions
Le Sutra de la lumière dorée a été traduit en chinois, saka ("khotanais"), vieux turc, vieux ouïghour, tangoute, tibétain classique, mongol, mandchou, coréen et japonais,. 

### Traductions chinoises
Trois traductions canoniques en chinois ont survécu: 
- Jin guangming jin T663 traduit par Dharmakṣema (385-433)[13]
- le synoptique Hebu jin guangming T664, de Baogui, écrit en 597
- Jin guangming zuisheng wang jin T665, par Yijing (635-713)

Une version extracanonique, attribuée à Paramārtha (499-569), existe encore dans un manuscrit japonais.

### Traductions japonaises
L'une des premières annotations japonaises était une traduction en kunten du VIIIe siècle de la traduction chinoise de Yijing située dans le temple Saidaiji. 
En 1934, Ama a publié une traduction complète directement du sanskrit. 

### Traductions en langues occidentales
En 1958, Nobel a publié une traduction allemande, basée sur le texte chinois de Yijing. En 1970, Emmerick a produit une traduction anglaise de la version courte et condensée sanskrit du Sutra de la Lumière Dorée en anglais. 
En tibétain, il existe trois versions du Sutra : les versions en 21, 29 et 31 chapitres. La version en 29 chapitres était probablement la plus populaire du Tibet et des régions bouddhistes tibétaines.
En 2007, la Fondation pour la préservation de la tradition Mahayana, l'organisation bouddhiste de Lama Thubten Zopa Rinpoché, a produit une traduction de la version en 21 chapitres du Sutra, la version la plus abrégée et la plus condensée.